# Helsinki Samba Carnaval
Helsinki Samba Carnaval — самба-карнавал, проводимый ежегодно в Хельсинки (Финляндия).

## История
Самба-карнавал в столице Финляндии проводится ежегодно, начиная с 1991 года. Время проведения регламентировано субботой в первой трети месяца июня, ближайшей к Дню города Хельсинки (12 июня).
Учредитель карнавала — Suomen Sambakoulujen Liitto (Финская ассоциация школы самба). В 2007 году в мероприятии приняла участие действующий президент Финляндии Тарья Халонен.
В карнавале традиционно участвуют финские танцевальные и музыкальные коллективы, работающие в стиле самба — Império do Papagaio и Força Natural (Хельсинки), Carioca (Турку), Maracanã (Лахти), El Gambo (Коккола), Tropical (Сейняйоки), União da Roseira (Тампере) и другие.